# Nandan Nilekani

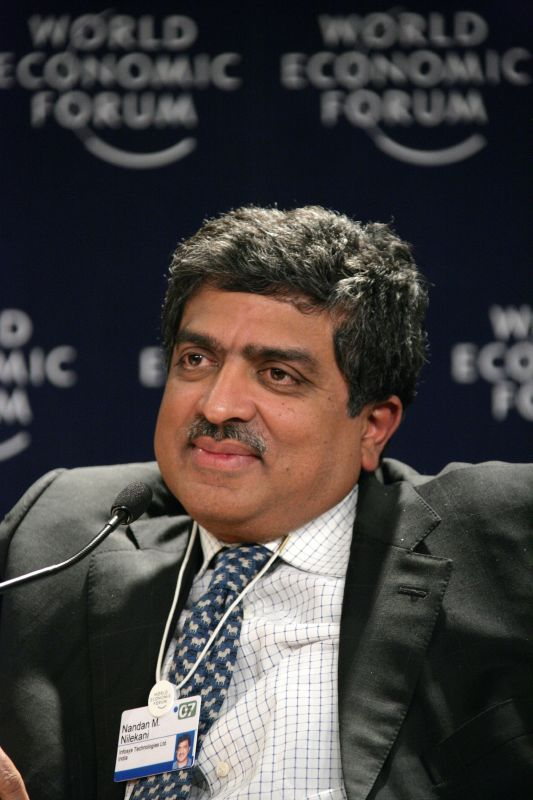
Nandan Nilekani, 2007

Nandan Nilekani (* 2. Juni 1955 in Bangalore) ist Geschäftsführer des indischen IT-Unternehmens Infosys Technologies Ltd.

## Leben
Nach einem Studium am Indian Institute of Technology Bombay gründete er Infosys Technologies Ltd. 1981 zusammen mit N. R. Narayanamurthy. Er ist Mitbegründer von Indiens National Association of Software and Service Companies (NASSCOM) und wurde vom Fortune-Magazin 2004 zu den 25 einflussreichsten Leuten in Asien gezählt.
Im Jahre 2010 ist er der Vorsitzende des Verwaltungsrats (Chairman) der Unique Identification Authority of India (UIDAI), die mit der Schaffung eines Personalausweises (UID) für die 1,3 Milliarden Bewohner Indiens befasst ist.
2006 wurde er mit dem Padma Bhushan ausgezeichnet, 2019 in die American Academy of Arts and Sciences gewählt.

## Schriften
- Imagining India: The Idea of a Nation Renewed, New York 2009

| Personendaten    | Personendaten     |
| ---------------- | ----------------- |
| NAME             | Nilekani, Nandan  |
| KURZBESCHREIBUNG | indischer Manager |
| GEBURTSDATUM     | 2. Juni 1955      |
| GEBURTSORT       | Bangalore         |